# ام‌وی تاهیتن
ام‌وی تاهیتن (به انگلیسی: MV Tahitien) یک کشتی است که طول آن 549 feet می‌باشد. این کشتی در سال ۱۹۵۳ ساخته شد.